# Iñaque

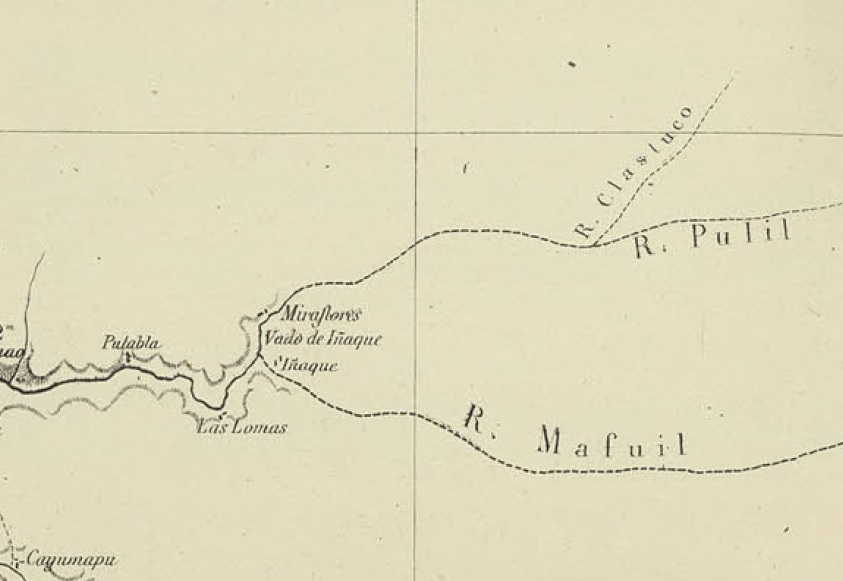
Iñaque y Vado de Iñaque en el Mapa de la expedición de Francisco Vidal Gormaz en 1869

Iñaque es un caserío de la comuna de Máfil, ubicada en la parte suroeste de la comuna, entre los ríos Máfil y Pichoy.

## Historia
La localidad es incorporada en el Mapa del Ingeniero Francisco Vidal Gormaz en el año 1868.
Y en el año 1899 en el Diccionario Geográfico de  Francisco Astaburuaga es mencionado como un fundo.

Iñaque. Fundo del departamento de Valdivia hacia la cabeza del riachuelo de Píchoy.
 Francisco Astaburuaga

## Hidrología
Iñaque se encuentra entre los ríos Máfil y Pichoy.

## Accesibilidad y transporte
Iñaque se encuentra a 3,6 km de la ciudad de Máfil a través de la Ruta T-305 y T-319.